# Ulf Henriksson (Snakenborg)
Ulf Henriksson (Snakenborg), död omkring 1583, var en svensk slottsloven.

## Biografi
Ulf Henriksson (Snakenborg) var son till lagmannen Henrik Erlandsson (Bååt) i Östergötlands lagsaga och Elin Ulfsdotter (Roos af Hjelmsäter). Han förseglade Västerås arvförening 1544 och blev 1548 slottsloven på Stegeborg. Ulf Henriksson förseglade Gustaf I:s testamente 1560. Han avled omkring 1583.
Han var innehavare av Fyllingarum i Ringarums socken.

### Familj
Ulf Henriksson gifte sig 1544 med Agneta Knutsdotter Lillie af Ökna. Hon var dotter till lagmannen Knut Andersson (Lillie) i Södermanlands lagsaga och Märta Stiernsköld. De fick tillsammans barnen Brita Ulfsdotter (Snakenborg) (död 1603) som var gift med övertebefallningsmannen Erik Nilsson (Kruus) och Lars Åkesson Soop, Gertrud Ulfsdotter (Snakenborg) (1545–1588) som var gift med ståthållaren Christoffer Andersson Stråle, hovdamen Helena Snakenborg (1549–1635) som var gift med markisen William Parr och riddaren Thomas Gorges av Longford, hovmästarinnan Carin Snakenborg (död 1640), ståthållare Jöns Snakenborg (död 1600) på Stegeborg och häradshövdingen Göran Snakenborg på Åkers skeppslag.